# Friedrich Wilhelm Osterroth
Friedrich Wilhelm Osterroth, geb. Blank (* 20. September 1815 in Barmen; † 14. September 1884 ebenda) war ein deutscher Kaufmann und Beigeordneter in Barmen und 1871–1884 Präsident der Handelskammer zu Barmen.

## Leben
Friedrich Wilhelm Blank war Sohn des Kaufmanns Friedrich Blank (1783–1859), dessen Vorfahren aus Duisburg stammten, und seiner zweiten Ehefrau Sarah geb. Osterroth (1788–1857). Friedrich Blank machte mit einer Siamosenfabrik „Schöler & Blank“ 1820 Konkurs und erholte sich danach wirtschaftlich nicht mehr. Deswegen ließ sich Friedrich Wilhelm Blank zusammen mit seinem Zwillingsbruder Friedrich (1815–1889) am 17. Juli 1846 von seinem Onkel Wilhelm Osterroth (1782–1859), dessen Ehe kinderlos blieb, adoptieren und sie nahmen den Namen Osterroth an. Wilhelm Osterroth war Inhaber der 1791 gegründeten Klöppelspitzenfabrik „Wm. Osterroth Söhne“. Carl Emil (1817–1893), ein weiterer Bruder, ging vorerst ins Ausland. Friedrich Wilhelm Osterroth war später Teilhaber der Firma „Osterroth & Sohn“ in Barmen.
Wilhelm Osterroth hatte als Deputierter der Barmer Kaufmannschaft an der Errichtung einer Handelskammer für Elberfeld und Barmen mitgewirkt und dieser dann bis 1834 als Mitglied angehört. An der Errichtung einer eigenen Barmer Handelskammer hatte sein Neffe neben Friedrich von Eynern sen. (1805–1882) großen Anteil, nachdem sein Zwillingsbruder Friedrich Mitglied der Handelskammer von Elberfeld und Barmen von 1851 bis 1871 gewesen war.
Vom 1. Juli bis zum 2. Oktober 1855 wurde Osterroth mit der Wahrnehmung der Geschäfte des Bürgermeisters von Barmen beauftragt.
Bei den Neuwahlen 1871 der Handelskammer zu Barmen wurde Friedrich Wilhelm Osterroth von der Stadtverwaltung Barmens, dessen Beigeordneter er war, zum Wahlkommissar eingesetzt und mit allen 50 abgegebenen Stimmen zum Mitglied gewählt. In der konstituierenden Versammlung der Handelskammer am 13. Juli 1871 wurde Osterroth zu deren Präsidenten gewählt. Dieses Amt hatte er bis zu seinem Tode inne, sein Nachfolger als Präsident wurde Friedrich von Eynern jun. (1834–1893).
Osterroth zählte zu den Persönlichkeiten in Barmen, so war er zehn Jahre Stadtverordneter und 24 Jahre unbesoldeter Beigeordneter der Stadt Barmen. Daneben war er nach der Eröffnung des Barmer Handelsgerichts mehrere Jahre Handelsrichter und später Vorsitzender des Vereins der Fabrikanten von Bändern, Kordeln und Litzen. Kirchliche Ämter hatte Osterroth nicht bekleidet, er gehörte aber 1866 der Kommission zum Bau einer reformierten Kirche an. Für diese zeichnete er verschiedene Spenden.

## Familie
Nach dem Tode seiner ersten Ehefrau Adelheid Mathilde (1819–1844) heiratete Friedrich Wilhelm Blank 1854 Thekla Freiin Weber von Rosenkranz (1835–?), deren Vater Robert Freiherr Weber von Rosenkranz (1798–1876) Rittergutsbesitzer und Erbherr auf Gut Rosenkranz und Rathmannsdorf bei Kiel war. Vorfahren von Robert Freiherr Weber von Rosenkranz waren Kaufleute und Bürgermeister von Elberfeld gewesen. Aus dieser Ehe stammen zwei Söhne.

## Ehrungen
- Friedrich Wilhelm Osterroth wurde der Titel eines Kommerzienrats (1871) und Geheimen Kommerzienrats (1879) verliehen.[1]
- Rote-Adler-Orden IV. Klasse[1]
- Kronen-Orden III. Klasse[1]